# Allan Kimbaloula
Allan Kimbaloula (Tourcoing, 1º gennaio 1992) è un calciatore francese naturalizzato congolese (Repubblica del Congo), centrocampista del Lesquin.

## Carriera

### Club
In carriera ha giocato 11 partite di qualificazione alle coppe europee, 4 per la Champions League e 7 per l'Europa League, tutte con il Kalju Nõmme.

### Nazionale
Nel 2014 ha esordito in nazionale.